# Wir machen Musik
Wir machen Musik (Untertitel Eine kleine Harmonielehre) ist ein deutscher Revuefilm von Helmut Käutner. Als Drehbuchvorlage dienten das Lustspiel Karl III. und Anna von Österreich von Manfried Rössner und Motiven von Erich Ebermayer. „Käutners federleichte Schlagerkomödie von 1942 präsentiert die Publikumslieblinge Ilse Werner und Viktor de Kowa als streitbares junges Musikerpaar mit swingenden, bis heute unvergessenen Schlagern.“ In tragenden Rollen agieren Edith Oss, Grethe Weiser, Georg Thomalla und Rolf Weih.

## Handlung
Seit vier Jahren ist der bekannte Schlagerkomponist Karl Zimmermann mit der Schlagersängerin Anni Pichler glücklich verheiratet. Dabei wollte Zimmermann eigentlich Opernkomponist werden und spielte nur notgedrungen um etwas Geld zu verdienen als Pianist „Charly Zimm“ im Café Rigoletto.
Nach seiner dortigen Kündigung arbeitete er zunächst als Klavierlehrer und übernahm dann als Vertreter eines Professors dessen Unterricht in Harmonielehre für Anfänger. Dabei lernte er Anni Pichler kennen, die im Café Rigoletto erfolgreich als Sängerin und Pianistin mit der von Franz Sperling geleiteten Damenkapelle Die Spatzen auftrat und zudem ganz außergewöhnlich gut pfeifen kann.
Karl Zimmermann sorgte sich um das vermeintlich fehlgeleitete Talent und gab Anni deshalb privaten Nachhilfeunterricht zuhause in seiner Junggesellenwohnung. Dabei brachte sie durch ihr munteres Wesen solchen Schwung in Karls Leben, dass er sich in sie verliebte und auf die schmutzige Fensterscheibe einen Heiratsantrag schrieb.
In musikalischer Hinsicht freilich gehen beide weiterhin getrennte Wege. Karl sieht sich nach wie vor als künftiger großer Opernkomponist und behandelt Anni von oben herab, die ihrerseits Schlagermusik komponiert. Endlich ist es so weit, dass seine Oper Lucrezia Borgia zur Aufführung kommt, doch die Premiere gerät zu einem totalen Reinfall. Widerwillig lässt Zimmermann sich von Musikverleger Peter Schäfer überreden, Annis neue Show zu orchestrieren. Die Revue wird ein grandioser Erfolg, und erst jetzt erfährt Anni, dass Karl die Arrangements geschrieben hat. Das Paar findet wieder zusammen, denn dem gemeinsamen Glück der beiden steht nun nichts mehr im Wege.
Der Film endet, indem Karl die Jalousien des Appartements schließt und sich an das Publikum wendet, um auf die damalige Verdunkelungspflicht hinzuweisen, denn „wir bekommen sonst eine Anzeige“.

## Produktion

### Produktionsnotizen, Hintergrund
Gedreht wurde ab 2. Juni 1942 im Ufa-Atelier in Berlin-Tempelhof. Die Außenaufnahmen entstanden im Juli 1942 in Prag, weil Berlin aufgrund der drohenden Bombardierung nicht infrage kam und Prag bis dahin weitgehend von Bombenangriffen verschont geblieben war. Für die Filmbauten waren Max Mellin und Gerhard Ladner zuständig; der Erst-Verleih des Films lag in den Händen der Deutschen Filmvertriebs GmbH (DFV), Berlin.
De Kowa hatte die Rolle des Karl bereits mit großem Erfolg in Rössners Bühnenstück Karl III. und Anna von Österreich, das Käutner als Vorlage diente, am Berliner Staatstheater gespielt. Die 21-jährige Ilse Werner, die nach Eduard von Borsodys Musikfilm Wunschkonzert (1940) als Nachwuchsstar galt, stand ihrem versierten Kollegen in nichts nach und gab seine „bezaubernd widerspenstige Partnerin“.
Wie andere Musikfilme der NS-Zeit, die um den Konflikt E-Musik contra U-Musik kreisen (z. B. auch Willi Forsts Film Operette), wurde Wir machen Musik später zum Gegenstand kontroverser Diskussionen. Dabei wurde in der Reichsfilmkammer, die vom nationalsozialistischen Regime kontrolliert wurde, erörtert, ob derartige Unterhaltungsfilme als systemkonform oder als systemkritisch einzustufen seien.

### Lieder
Igelhoffs swingende Rhythmen ließen die Liebe des Komponisten zu US-amerikanischem Jazz deutlich erkennen, hieß es bei De Agostini, worin das Propagandaministerium keinen Grund zur Beanstandung gesehen habe. Als ‚stark rhythmisierte‘ deutsche Musik verpackt, sei Jazz – „sonst vom NS-Regime als ‚artfremde Niggermusik‘ verfemt“ – geduldet worden. Jedoch könne nicht einmal der biedere deutsche Titel „Notenparade“ für Annis Revue darüber hinwegtäuschen, dass der Choreograf Theodor Lengersdorf die „fulminante Revue“ nach dem „Vorbild glamouröser Hollywood-Filmmusicals gestaltet“ habe. Käutner erklärte in einem späteren Interview die „ungewöhnliche Toleranz der ‚hohen Herren‘“ damit, dass „die NS-Zensoren“ seinen Film „einfach nicht ernst genommen“ hätten, da er als „unbeschwertes Schlagerspektakel“ „schließlich den von Propagandachef Goebbels erhobenen Anspruch des Volkes auf Entspannung und Erholung in Kriegszeiten“ perfekt erfüllt habe.
- Edith Oss und Georg Thomalla: Ich hab' Dich und Du hast mich
- Ilse Werner: Mein Herz hat heut' Premiere – Wann wirst Du wieder bei mir sein? – Ich hab' Dich und Du hast mich – Wir machen Musik – Pfeif-Duett

Die Liedtexte schrieben Helmut Käutner und Aldo von Pinelli.

### Veröffentlichung
Uraufführung des Films war am 8. Oktober 1942 im Berliner Marmorhaus. Ursprünglich wollte die UFA den Film zu Weihnachten 1942 herausbringen, entschied sich dann jedoch anders. Die Präsentation und die folgenden Vorführungen waren ein sensationeller Erfolg – nicht zuletzt in den von deutschen Truppen besetzten Gebieten: Als der Film im November 1942 in Prag anlief, waren sowohl Premierenvorstellung als auch die weiter folgenden Abendvorstellungen restlos ausverkauft. Vor dem Ufa-Theater Viktoria bildeten sich so lange Schlangen, dass Ordnungskräfte eingreifen und die Wartenden neu gruppieren mussten.
Am 25. Dezember 1942 wurde der Film in den Niederlanden veröffentlicht, am 5. Februar 1943 in Ungarn, am 13. Februar 1943 in Schweden, am 19. Februar 1943 in Dänemark und am 21. Februar 1943 in Finnland. In Frankreich war er erstmals am 2. Februar 1944 zu sehen, in den USA im Jahr 1952. Veröffentlicht wurde er zudem in Belgien, in der Tschechoslowakei, in Griechenland und in Italien.
Der Film ist Teil der von der Koch Media GmbH am 15. Januar 2015 herausgegebenen DVD „Die schönsten deutschen Revue-Filme“. Am 15. Juli 2005 brachte Warner Home Video Wir machen Musik innerhalb der Reihe „Deutsche Filmklassiker“ als Einzelfilm auf DVD heraus, ebenso wie am 3. April 2009 die Koch Media GmbH. Wir machen Musik erschien zudem zusammen mit einem mehrseitigen Begleitheft mit Informationen zum und rund um den Film in der von DeAgostini herausgegebenen Filmreihe „Die großen deutschen Film-Klassiker“ unter der Nummer 36 auf DVD.

### Neuauflagen
Im Jahr 1955 erschien eine Neuverfilmung des Regisseurs und Choreografen Ernst Matray mit dem Titel Musik, Musik und nur Musik mit Walter Giller als Karl und Inge Egger als Anni sowie Lonny Kellner und der englischen Soubrette Suzi Miller. Auch in diesem revuehaften Musikfilm zog die klassische Musik gegenüber dem modernen Jazz den Kürzeren. Die gerade von einem Musikverlag abgelehnte Symphonie Karls instrumentierte Anni für ein Jazzorchester um – und der Erfolg stellte sich ein.
Im Jahr 1962 adaptierte Kurt Wilhelm Rössners Bühnenstück Karl III. und Anna von Österreich unter dem gleichnamigen Titel fürs Fernsehen. Diesmal gab Robert Graf den Komponisten Karl Zimmermann, der sich in seine von Gerlinde Locker gespielte Musikschülerin Anna verliebt, die einen Wiener Dialekt hat. Die Musik zu dieser Version stammt von dem Wiener Komponisten Peter Wehle, der schon für Stars wie Marika Rökk und Johannes Heesters Hits schrieb.
Im Jahr 1966 inszenierte Karl Vibach eine Neuauflage fürs Fernsehen unter dem Titel Wir machen Musik. Eine kleine Harmonielehre mit den Melodien von Peter Igelhoff und einer von Helmut Käutner, der, ebenso wie Ilse Werner, auch als Darsteller mitwirkte, entworfenen Drehbuchvorlage. Uta Sax spielte die Rolle der Anni Pichler und Hanns Lothar die des Karl Zimmermann.
„Die hohe künstlerische Qualität des Originals erreichte keine der späteren Versionen.“

## Rezeption

### Kritik

#### Zeitgenössische Kritik
Die zeitgenössische Filmkritik zeigte sich von der Produktion sehr angetan, was sich auch in den damaligen Kritiken niederschlug:
„Man guckt schmunzelnd und gerührt zu, wie er sich mit dem Violin- und Baßschlüssel das Herz der kleinen resoluten Musikschülerin erschließt, die tüchtig in seiner völlig verlotterten Junggesellenwohnung aufräumt.“ Werner Fiedler, Deutsche Allgemeine Zeitung, 1942
„Als Ganzes ist dieser Film in der von vielen reizenden Einfällen durchsetzten Regie Käutners und dem blitzenden Duo der Hauptdarsteller gut gelungen.“ (Steglitzer Anzeiger, 1942)

#### Kritik der Nachkriegszeit
Spätere Rezensenten waren der Ansicht, dass Käutner, der auch das Drehbuch schrieb, „angesichts der gefahrvollen Lage“, seinen Film mit „erstaunlicher Leichtigkeit“ inszeniert habe. Gelobt wurde die „elegante Verflechtung menschlicher und musikalischer Motive, Käutners sensible Kombination revue- und kammerspielhafter Episoden sowie de[r] beinahe kabarettistisch anmutende Wortwitz des Films“. […] Neben „Käutners sensibler Regie und seinem pointenreichen Skript“ verleihe die Musik von Peter Igelhoff, der sich „als Komponist fetziger Schlager bereits einen Namen gemacht“ habe, „dem Streifen Schwung und Tempo“, hieß es weiter.
Die Abendzeitung schrieb 1983: „Die Menschen im dritten Kriegsjahr ließen sich nur zu gerne von der Misere der Gegenwart ablenken – mit der pfiffigen Geschichte vom ernsthaften Komponisten, dessen junge Frau ebenfalls komponiert. Zum Leidwesen des Gatten aber ist sie für Schlagermusik.“
Obwohl der Film seinerzeit von der NS-Filmprüfstelle mehrere Auszeichnungen erhielt, wurde er aber auch zum heimlichen Protest gegen das Naziregime erklärt. Karlheinz Wendtland meinte, dass die Art und Weise die Aussagekraft des Films und seinen Wert ausmachen würden, ebenso wie die vorbildlichen Schauspieler. Weiter schrieb er: „Hier ist Helmut Käutner die wohl beste musikalische Filmkomödie jener Jahre gelungen. Angelehnt an die Duftigkeit amerikanischer Musicals, mit ironischen Dialogen versehen, setzt er einen Kontrapunkt gegen die hölzerne, tölpelhafte NS-Musikauffassung. Der Film bricht eine Lanze für die sogenannte leichte Musik, die so außerordentlich schwer ist, wenn sie wirklich bleibenden Erfolg haben soll. […] Diese Käutnerproduktion mit den vielen Evergreens war damals so etwas wie ein Kultfilm. Von der jungen, oppositionell eingestellten Generation wurde er als gegen das Regime gerichtet begriffen, von den Jazzfreunden als vorbildlich empfunden, da hier endlich einmal in aller Öffentlichkeit die Gleichstellung der U-Musik mit der E-Musik versucht wurde. Umso mehr wenden sich die damals jungen, heute gereiften Menschen gegen die Auffassungen eines Witte…, der solche Wagnisse des Aufbegehrens entwerten und entstellen will.“
Vom Publikum geliebte Darsteller, eine temporeiche Handlung, charmant-freche Dialoge und dazu mitreißende Lieder: ‚Wir machen Musik‘ (1942) gilt noch heute als einer der besten Filme des Regisseurs Helmut Käutner. Noch heute fasziniere der „bis in die Nebenrollen prominent besetzte Streifen“ die Filmfans. So habe „die unvergessene Grethe Weiser eine herrlich geschwätzige Frau Bratzberger und Georg Thomalla“ Franz, „den charmant-schüchternen Chef und Schlagzeuger der Spatzenkapelle“ gegeben.

### Auszeichnungen
Wir machen Musik erhielt von der NS-Filmprüfstelle – einem Unterorgan des Reichspropagandaministeriums – die Prädikate künstlerisch wertvoll, volkstümlich wertvoll und anerkennenswert.